# Леди Годива (картина)
«Леди Годива» (англ. Lady Godiva) — картина английского художника-прерафаэлита Джона Кольера, написанная маслом на холсте в 1898 году. Картина изображает эпизод легенды об англосаксонской графине леди Годиве, которая верхом на лошади проехала обнажённой по улицам английского города Ковентри, чтобы её муж Леофрик снизил непомерные налоги для своих подданных.

## Описание
Моделью для картины стала шестнадцатилетняя Маб (Мейбл) Пол, модель и актриса театра Вест-Энда. Годива и её лошадь показаны сбоку лицом налево. Белая лошадь покрыта дорогой красной вышитой золотом попоной почти полностью скрывающей тело лошади. На заднем плане видна «нормандская» архитектура. В этой работе Кольер изобразил леди Годиву молодой, застенчивой и чувствительной женщиной. На картине леди Годива сидит на лошади с расставленными ногами, тогда как большинство других произведений с этим сюжетом изображают её сидящей боком.
Единственный аксессуар на теле Годивы — обручальное кольцо на безымянном пальце левой руки, в которой она держит поводья. Фон с преобладанием мягких цветов включает в себя несколько домов англосаксонской феодальной городской планировки. За головой лошади видна дверь бенедиктинского монастыря, строительство которого финансировалось Годивой и её мужем. В правом верхнем углу можно увидеть город, который Кольер изобразил с глубиной и ощущением пространства. Художник использовал своего рода воздушную перспективу, поскольку очертания зданий вдалеке размываются.

## Провенанс
Картина принадлежала английскому социальному реформатору Томасу Хэнкоку Нанну, после смерти которого в 1937 году была предложена лондонской общине Хэмпстед. В завещании Нанна было предписание на тот случай, если община откажется принимать картину: в таком случае она должна быть предложена городу Ковентри. Полотно хранится в Картинной галерее и музее Герберта в Ковентри.